# Beaulieu-sur-Layon
Beaulieu-sur-Layon là một xã thuộc tỉnh Maine-et-Loire trong vùng Pays de la Loire tây nước Pháp. Xã này nằm ở khu vực có độ cao trung bình 97 mét trên mực nước biển.
Sông Layon chảy qua thị trấn.